# 巨棘棘隙吸虫
巨棘棘隙吸虫（学名：Echinochasmus megacanthus）为棘口科棘隙属的动物。在中国大陆，分布于福建等地，营寄生生活，寄生于肠。该物种的模式产地在福建。